# Formazioni commissurali interemisferiche
Si definiscono formazioni commissurali interemisferiche quei sistemi di fibre nervose, appartenenti per la maggior parte alla sostanza bianca telencefalica, che servono a collegare formazioni corticali perlopiù omologhe (cioè con una simile struttura e con funzioni diverse) dei due emisferi telencefalici.
Appartengono a questo tipo di formazioni il corpo calloso, il setto pellucido, il fornice e la commessura anteriore, tutti impari e mediani. Possono inoltre essere incluse in questo elenco, sebbene non appartenenti alla sostanza bianca del telencefalo, la commessura abenulare e la commessura posteriore, di pertinenza epitalamica.

## Corpo calloso

Rappresentazione tridimensionale del corpo calloso (in rosso) nell'encefalo umano.

Il corpo calloso è una voluminosa lamina situata nella scissura interemisferica, a decorso sagittale ed incurvata alle estremità anteriore e posteriore, costituito da fibre tese trasversalmente fra i due emisferi. Procedendo in direzione anteroposteriore, nel corpo calloso si individuano le seguenti porzioni:
- il rostro, uncinato attorno alla commessura anteriore
- il ginocchio (o genu), che curva dolcemente seguendo il limite inferiore del lobo frontale
- il tronco, che costituisce la maggior parte della porzione visibile del corpo calloso
- lo splenio, un rigonfiamento molto spesso, appoggiato sulla lamina quadrigemina, che segna il limite posteriore del corpo calloso.

È la commissura più importante del cervello poiché collega tra loro i quattro lobi cerebrali (lobo frontale, temporale, parietale e occipitale). Il corpo calloso garantisce quindi il trasferimento di informazioni tra i due emisferi e quindi la loro coordinazione.

## Setto pellucido

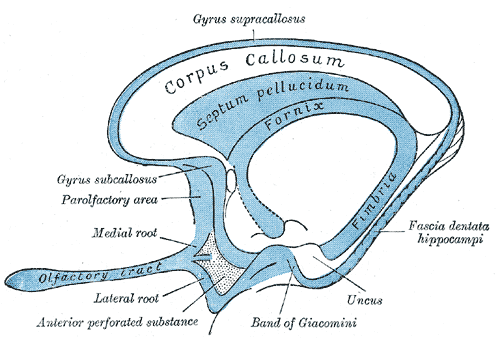
Rapporti reciproci fra corpo calloso, fornice e setto pellucido.

Il setto pellucido è un sottile sepimento trasparente di sostanza bianca, che si inserisce anteriormente tra il corpo calloso ed il fornice nel punto in cui queste due formazioni divergono l'una dall'altra e che ad esse è funzionalmente connesso.
Il setto pellucido può essere descritto considerando le sue due facce, i tre margini ed i tre angoli:
- le due facce sono strettamente adese l'una all'altra, tranne in alcuni casi dove viene a formarsi tra di esse una piccola cavità; esse costituiscono la parete mediale dei corni anteriori dei due ventricoli laterali
- i tre margini possono essere distinti in superiore, inferiore ed anteriore:
  - il margine superiore aderisce per tutta la sua lunghezza alla superficie ventrale del corpo calloso
  - il margine inferiore si fissa alla faccia dorsale delle colonne del fornice
  - il margine anteriore si va a fissare al ginocchio del corpo calloso e ne segue la forma fino al rostro
- i tre angoli vengono distinti in posteriore, inferiore ed anteriore:
  - l'angolo posteriore si incunea tra il fornice ed il corpo calloso, fino al punto di massima aderenza di queste due formazioni
  - l'angolo inferiore giunge a toccare il rostro del corpo calloso
  - l'angolo anteriore continua nella commessura anteriore.

La struttura del setto pellucido comprende diversi elementi nervosi, cioè neuroni, cellule gliali e fibre nervose: queste ultime sono collegate alle vie olfattive e, in particolare, alla stria midollare che conduce poi alla commessura abenulare.

## Fornice
Il fornice è una lamina bianca impari e mediana, a direzione sagittale, situata al di sotto del corpo calloso, alla cui faccia ventrale esso aderisce nella sua porzione posteriore. Anteriormente, nel punto in cui il fornice maggiormente si distanzia dal corpo calloso, si viene a formare uno spazio nel quale si dispone il setto pellucido. La faccia inferiore del fornice costituisce il tetto del terzo ventricolo.

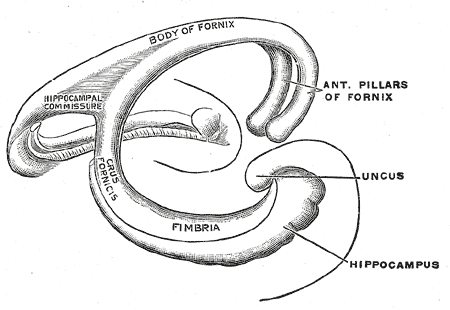
Struttura del fornice.

Il fornice è formato da un corpo centrale, che segue la direzione del tronco del corpo calloso, dal quale si distaccano quattro fasci (o pilastri) pari e simmetrici di sostanza bianca:
- i due pilastri anteriori prendono il nome di colonne del fornice: esse si dirigono in basso e in avanti con decorso ricurvo, durante il quale contornano l'estremità anteriore di ciascun talamo e delimitano con esso i due forami interventricolari (di Monro), che mettono bilateralmente in comunicazione i ventricoli laterali con il terzo ventricolo; terminano infine il loro decorso in corrispondenza dei corpi mammillari.
- i due pilastri posteriori prendono il nome di gambe del fornice: essi si portano indietro e finiscono ben presto per divergere ampiamente, incurvandosi a formare la fimbria e terminando poi nell'uncus dell'ippocampo. Le due gambe del fornice risultano inoltre unite da un contingente di fibre trasversali, che costituisce lo psalterium o commessura interammonica, una formazione commessurale tra i due ippocampi.

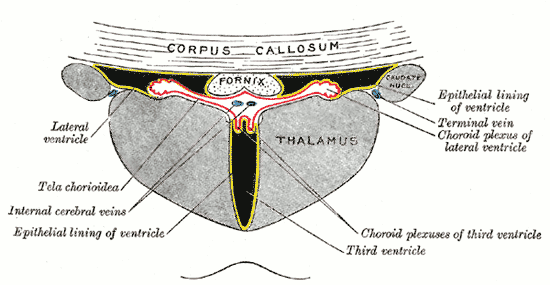
Rapporti tra il fornice ed il corpo calloso in una sezione frontale dell'encefalo.

Le fibre a decorso longitudinale che costituiscono il fornice provengono per la maggior parte dall'ippocampo, e terminano il proprio decorso nel corpo mammillare omolaterale. Un particolare fascio che attraversa il fornice, il fascio olfattivo dell'ippocampo (di Zuckerkandl) si stacca dalle colonne e, dopo essere passato sotto al setto pellucido e davanti alla commessura anteriore, si dirige fino alla circonvoluzione dell'ippocampo dove termina.

## Commessura anteriore
La commessura anteriore è un piccolo fascio di sostanza bianca, filogeneticamente antico ed associato pertanto all'archipallium, che svolge le sue funzioni di connessione tra i due emisferi al davanti delle colonne del fornice. Essa può essere suddivisa in due porzioni anatomicamente e funzionalmente distinte:
- una porzione anteriore od olfattiva, più ridotta nell'uomo, che collega il nucleo olfattivo anteriore di un emisfero con il nucleo olfattivo anteriore ed il bulbo olfattivo dell'emisfero opposto
- una porzione posteriore, più sviluppata, che connette le circonvoluzioni temporali media ed inferiore di un lato con quelle controlaterali e termina fondendosi con le fibre della capsula esterna telencefalica.

## Commessura abenulare
La commessura abenulare forma il labbro superiore del peduncolo epifisario, cioè del cordone di sostanza bianca che mantiene in sede la ghiandola epifisi. Essa è costituita da una sottile stria mediana dove passano fibre, prevalentemente di provenienza olfattiva, che connettono i due nuclei dell'abenula.

## Commessura posteriore
La commessura posteriore costituisce il labbro inferiore del peduncolo epifisario e, come la commessura abenulare, è un cordone di sostanza bianca nel quale passano fibre che collegano i due emisferi. Queste fibre riuniscono in gran parte formazioni mesencefaliche, quali i tubercoli quadrigemini superiori, i nuclei pretettali, il nucleo interstiziale di Cajal ed i nuclei somatomotori e visceroeffettori del 3° paio di nervi cranici; altre fibre di sostanza bianca originano dal nucleo della commessura posteriore (di Darkschewitsch) di entrambi i lati. Fibre discendenti dalla commessura posteriore entrano inoltre nella costituzione del fascicolo longitudinale mediale.